# Unione Sportiva Borgomanerese
L'Unione Sportiva Borgomanerese (più semplicemente Borgomanerese) è stata una società calcistica italiana con sede nel comune di Borgomanero, in provincia di Novara. Suoi colori sociali erano il rosso e il blu.
Fondata nel 1945, grazie al benevolo interessamento delle autorità federali (che nell'immediato dopoguerra erano impegnate nella ricostruzione del movimento calcistico italiano), che le riconobbe l'eredità delle pregresse esperienze calcistiche in ambito comunale, poté debuttare dalla Prima Divisione Piemontese, all'epoca costituente il quarto livello dei campionati nazionali. 
Nel 1946 la squadra fu finanche ammessa alla Serie C (terzo livello), ove venne inserita nel girone C organizzato dalla Lega Interregionale Nord. A un buon settimo posto nella stagione di esordio fece seguito il quattordicesimo (terz'ultimo) l'anno seguente, che coincise con una generale riforma dei tornei calcistici italiani. La Borgomanerese non poté quindi mantenere la categoria, ma complice il fallimento della Volpianese (dodicesima nello stesso campionato) poté limitare i danni riposizionandosi nella neocostituita Promozione.
A stretto giro la società cadde però in grave scompenso economico: il passaggio della gestione in capo alle ACLI (avvenuta nel 1949) non riuscì ad evitarne il fallimento, irrogato nel 1950.
Dopo un anno di inattività, nel 1951 il suo posto venne preso dalla neo-fondata Associazione Calcio Borgomanero, che ne rilevò simbologia e colori sociali, senza però ottenere alcun riconoscimento formale di continuità. Ciò l'obbligò a partire dal campionato di livello più basso, ovvero la Seconda Divisione.